# Petr Duchoň
Petr Duchoň (* 6. září 1956 Brno) je bývalý český politik a člen Občanské demokratické strany (ODS), v letech 1998–2004 primátor města Brna a v období let 2004–2009 poslanec Evropského parlamentu.

## Biografie
Vystudoval fyziku na Masarykově univerzitě. Absolvoval postgraduální studium vakuové techniky na ČVUT v Praze, během něhož byl na studijním pobytu v Heidelbergu.
Pracoval jako výzkumný pracovník mimo jiné v Tesle Brno.
Mezi lety 1993 a 2014 byl členem ODS, od roku 1997 byl technickým náměstkem brněnské primátorky Dagmar Lastovecké a v letech 1998–2004 se stal jejím nástupcem – primátorem Brna. Město vedl od 30. listopadu 1998 do 12. října 2004 celkem 2 143 dní, čímž se stal do té doby nejdéle sloužícím novodobým primátorem města a překonal jej Roman Onderka z ČSSD, který mezi lety 2006 a 2014 úřadoval celkem 2 940 dní. Duchoň se zapsal do povědomí mimo jiné prosazováním odsunu hlavního vlakového nádraží a bojem proti referendu o něm. V průběhu jeho primátorského období např. byla založena průmyslová zóna na Černovické terase, vybudována Hudební scéna Městského divadla Brno, bylo rozhodnuto o výstavbě univerzitního kampusu v Bohunicích, Veletrhy Brno byly privatizovány německé firmě Messe Düsseldorf.
V letech 2004 až 2009 byl poslancem Evropského parlamentu, kde působil jako místopředseda Výboru pro rozpočtovou kontrolu, člen Výboru pro dopravu a cestovní ruch a člen meziparlamentní delegace pro USA. Jako asistentku si vzal do Bruselu vlastní manželku.
V roce 2008 neúspěšně kandidoval do senátu v obvodu č. 60 – Brno-město. Postoupil do 2. kola voleb, v němž jej však předstihl Miloš Janeček z ČSSD. V březnu 2009 avizoval, že se chce ucházet o pozici volebního lídra ODS pro komunální volby roku 2010, brněnská organizace však na svém listopadovém sněmu 2009 dala přednost starostovi Bohunic Robertu Kotzianovi.
Po skončení europoslaneckého mandátu pracoval jako evropský úředník a živil se poradentstvím. Z ODS po komunálních volbách v roce 2014 vystoupil, ačkoli ještě v předvolební kampani stranu podporoval, neboť se rozešel s Pavlem Blažkem či Liborem Šťástkou z jihomoravské a brněnské stranické organizace.
Je ženatý, má dvě dospělé děti – syna a dceru – a několik vnoučat. Mezi jeho sportovní zájmy patří basketbal a lyžování.